# Термоминерални извори Сокобање
Термоминерални извори Сокобање су значајни хидрографски објекти и природно добро од националног значаја за Републику Србију, пре свега због физичких и хемијских одлика вода са њихових извора. Захваљујући балнеолошкох вредности Сокобање, треће бање по издашности вода у Србији, у њој су се лечили римски легионари, ратници Византије и средњовековне велможе, потом више векова Османлије да би тек за време књаза Милоша Обреновића Бања у новооснованој Кнежевини Бања доживела процват.
Разноврсност хемијског састава термоминералних вода Сокобање има велику медицинску, балнеолошку и туристичку вредност пре свега због њихове примене у лечењу и рехабилитацији различитих болести, и других стања здравља, по чему су термоминерални извори ове бање познати и ван граница Србије.

## Појам и врсте минералних и термалних вода
Минералне или лековите воде, још од давнина привлаче пажњу људи и то како у погледу истраживања и проучавања, тако и у погледу њиховог искоришћавања. Нарочито је важно познавање садржаја микроелемената у њима, јер су то компоненте њиховог хемијског састава које их одвајају од тзв. „обичних”" маломинерализованих вода.
Минералне воде, или лековите воде су оне воде које у једном литру садрже више од једног грама растворених минералних материја. Минералне воде у којима количина минералних материја превазилази 50 грама по литру, сврставају се у растворе. Постоје више врста подела минералних вода, али једна од најстаријих коју је предложио Т. Мирковића 1892. године, минералне воде, по групама, деле на: сулфатне, бикарбонатне, гвожђевите и недефинисаног карактера.
У лековите минералне воде убрајају се и оне које садрже мање од 1 грам растворених минералних материја по литру, ако се одликују повећаним садржајем гасова. Такве воде се називају гасним водама. Ако је реч о гасним еманацијама радијума (радон), у савременој балнеологији посебно се цени и издваја доста ретка и недовољна истражена група радиоактивних лековитих вода.
Минералне воде, раствори, гасови и радиоактивне воде, које потичу из већих дубина унутрашњости Земље, често имају повишену температуру, па се такве воде називају термоминералним водама. Према температури минералне воде се деле на хладне или акратопеге и топле или акратотерме.
Хладне минералне воде
У ову групу спадају воде температуре до 20 °C, које се због пријатног укуса углавном се употребљавају за пиће. У балнеологији хладне минералне воде се примењују за лечење болести органа за варење и мокраћних канала.
Топле минералне воде (акратотерме)
Акротерме су воде температуре веће од 20 °C, које се користе у балнеотерапији код болести код којих за њихово лечење потребна повишена температура (купање, облоге, орошавање, испирање). Акратотерме се дел у три групе:
- хипотермалне од 20 до 34 °C,
- хомеотермалне од 34 до 38 °C,
- хипертермалне преко 38 °C.

Доказано је да је вода из извора вода из Сокобање због своје топлоте (40,0° до 46,5 °C), разноврсног хемијског састава, који поред алкалија садржи и одређене количине гвожђа, алуминијума, сулфата, нитрата и бората, и знатне радиоактивност, термоминерална вода која припада групи акратотермних, радиоактивних, минералних вода.

## Историја
Археолошки налази (предмети од бронзе и гвожђа) указују да је прва насеобина крај минералних извора Сокобање постојала још у доба неолита у периоду од 7. века п. н. е. За лековите изворе Сокобање међу првима су знали и стари Римљани, чији се артефакти боравка на овом простору виде на делу зида најстаријег бањског базена, са фрагментима античких цигала. Према записима Феликса Каница, Барона Хедера и других, овде су се лечили римски легионари, ратници Византије и средњовековне велможе.
Сокобањске изворе више векова користили су и Османлије, које су проширили стари римски базен и изградили неколико објеката. О коришћењу бањске воде од стране Османлија писао је генерал Шметаус, који наводи да је у доба Османлија Сокобања била варошица са купатилима, и наводи да су то била лепо грађена, озидана купатила од мермера која су се у време његовог обиласка „чврсто држала”. У Сокобању су долазиле Османлије са свих страна, па и из Азије. Турски путописац Евлија Челебија у својим записима из 1663. године, наводи да је бања имала 200 дрветом покривених кућа, 6 џамија, 2 хана и јавно купатило. Купатило је наводно било, великих димензија, снажних грађевинских обриса са куполама покривених оловом, са шедрванима и собама за купање.
За време књаза Милоша Сокобања је доживела процват. Обновљено је старо купатило и сазидано осам нових када, и посебно издвојеним мушким од женских базени, што се и до данас у Сокобањи задржало. У средини купатила изграђена је када књаза Милоша, који је био чест посетилац и корисних благодети термоминералних извора Сокобање.

## Термалне појаве и извори Сокобање
Географске одлике
Шире подручје Сокобање у географском погледу карактерише се сложеним структурним и тектонским склопом у коме доминира присуству бројних раседа и раседних зона који у различитим правцима пресецају сложене геолошке формације. У регионалном смислу Сокобањска котлина представља структурну потолину познату као Сокобањски терцијарни басен. Формирање овог басена омогућено је дубоким раседима дуж којих су се спуштали мезозојски седименти што је довело до стварања дубоке депресије, која је касније у геолошкој еволуцији била испуњена водом.
Сложена тектонска еволуција сокобањског басена условила је да се у његовом саставу налазе стене различитих геолошких формација и састава. Највише су заступљене седиментне творевине, затим кристални шкриљци и вулканске стене, чија се старост процењује на више од милијарду година.
Сокобања спада у групу најрадиоактивнијих бања Србије, са неколико извора минералне воде различите температуре, која избија дуж напред описаних раседа. Минерална вода у Сокобањи потиче из велике дубине, али и из плићих слојева, с обзиром на температуру хладне воде од 16 °C. Поред Моравице, термални извори представљају значајна хидролошка обележја овог простора.
На простору Сокобање постоји 6 термалних извора. Сокобањски термални извори спадају у ред радиоактивних акратотерми са карактером слабих земноалкалних вода. Радиоактивна вода садржи до 13 махових јединица у литру, а гасови 33,7 до 50 махових јединица.
Сви извори на територији Сокобање су каптирани и претворени у купатила која се користе у савремене балнеотерапеутске сврхе.
Топли извори Сокобање
- "Преображење", који се налази источно од купатила и у облику је бунара дубине десетак метара. Из њега непрестано избијају гасови.
- „Свети Анђел” је извор у згради купатила у којем избијају гасови у много топле минералне воде.

Температура лековите воде је 40 до 46,5 °C. Издашност извора је око 3.000 литара воде и 6-7 литара гаса у минуту. Главно врело даје 28 литара воде у секунду. Главни извор "Преображење" у литру воде температуре 6 °C садржи највише калцијума (0,0972 gr), натријума (0,0168 gr), магнезијума (0,0140 gr) и калијума (0,0023 gr) од катјона, а од анјона највише има хидрокарбонаната (0,3970 gr) и сулфата (0,0214 gr). Радиоактивност воде овог извора износи 6,10 махових јединица.
Извори млаке воде
Поред тога, постоји извор млаке воде "Бањица" изнад Бање око 550 m уз Моравицу, капацитета око 400 л у минуту, температуре 28-36 °C.
Неколико извора млаке воде до 28 °C налази се на око 200 метара од извора хладне минералне воде "Лептерија".
| Назив извора      | Физичко-хемијске карактеристике вода |
| ----------------- | --- |
| Сонда Парк        | - Вода бистра, прозрачна без укуса и мириса - Температура воде је 43 °C - пХ вредност 6,98 - 7,26 - Садржај растворених састојака (катјона, анјона, слабих електролита) укупно - 602,8 mg/l - Растворени гасови - слободни водоник и сулфид 0,9 mg/l - Категорија - сулфидне, калцијум, магнезијум хидрокарбонатна, - Тип хипертермна, олигоминерална вода. |
| Бунар Преображење | - Вода бистра, без укуса и мириса са мехурићима гаса - Температура воде је 43,8 - 53 °C - пХ вредност 7,00 10,4 - Садржај растворених састојака 524,2 mg/l - Растворени гасови - угљен-диоксид 1,8 mg/l - Категорија - хидрокарбонатно, калцијумземноалкална, хипертермна вода, - Тип - радонска, олигоминерална вода.                                      |
| Бањица Базен 1    | - Вода без боје и укуса, благог мириса сумпорводоника - Температура воде је 27,8 °C - пХ вредност 7,33 - Садржај растворених састојака 590 mg/l - Растворени гасови - водоник сулфид 1,2 mg/l - Категорија - калцијум, магнезијум хидрокарбонатно сулфидна, - Тип - слабоалкална хипотермна олигоминерална вода.                                            |
| Бањица Базен 2    | - Температура 28,9 °C * пХ вредност 7,2 - 1 0,3 - Садржај растворених састојака 585,6 mg/l - Растворени гасови - водоник сулфид 0,8 mg/l - Категорија - калцијум, магнезијум, хидрокарбонатно сулфидним - Тип - земноалкална, хипотермна, олигоминерална вода.                                                                                              |
| Пијаца            | - Вода је бистра са благим мирисом сумпорводоника - Температура воде је 32,4 °C - пХ вредност 6,66 - 10,3 - Садржај растворених састојака 620,2 mg/l - Растворени гасови - слободни угљендиоксид 99,6 mg/l слободни водониксулфид 1,8 mg/l - Категорија воде - калцијум, магнезијум, хидрокарбонатно сулфидна - Тип - хомеотермна олигоминерална вода.      |

## Примена термоминералних вода Сокобање у балнео терапији и исхрани
У данашње време, високог развоја медицине, уз многе делотворне лекове и друге алтернативне методе лечења, природни извори и лековите минералне воде су и даље једнако привлачни као што су били у вековима који су за нама. Сокобања је још од Римљана позната по својим минералним водама, које се веома успешно користе у лечењу многих обољења.
Радиоактивне и олигоминералне воде Сокобање користе се у лечењу за купање, инхалацију и узимањем воде за пиће и друге терапије. Инхалација се врши у посебним инхалаторијумима, јачим удисањем радиоактивног гаса. Међутим најчешћи облик лечењу је купање у термалним водама када се преко тела, подстиче дејство минерала на организам.
Лековите воде које су подељене на: угљенокиселе, сумпорне, хлоридне, топлотне, механичке и електродинамичке особине у себи садрже јод, бром, манган, гвожђе, кобалт, бакар и још неке елементе. Уношењем минерала у организам мења се равнотежа течности у ткиву, а од топлотног дејства воде повећава се циркулација крви, што доводи до усмеренијег и јачег излучивања штетних материја преко бубрега и кроз мокраћне канале. Тако почиње јачање и окрепљење организма.
Инхалација се заснива на удисању гасова, паре или распршених честица радиоактивне воде у ваздуху. Овим путем јод долази до штитне жлезде, бром до нерава, сулфид до зглобова, а радон до надбубрежне и других жлезда. Минерали потискују штетне материје из организма и оне се одстрањују у облику секрета, искашљавањем.
Индикације које се лече у Сокобањи су:
- Болести дисајних органа код деце и одраслих (бронхијална астма,[10] акутни хронични бронхитис, бронхиектазије, емфизем, акутна и хронична респираторна инсуфицијенција, синусит, друге путеве респираторне инфекције и алергијске манифестације - нарочито код деце).
- Реуматичне болести (реуматизам периферних зглобова и кичменог стуба, ванзглобни реуматизам итд.)
- Посттрауматска стања (контрактуре, стања после дисторзије, луксације, прелома)
- Хронична гинеколошка обољења
- Неуралгије, радиокулити, и друга стања после повреде периферних нерава,
- Лакши облици Паркинсонове болести
- Стрес синдром и неуротске болести
- Психичка и физичка исцрпљеност
- Лакши облици хипертензије